# 日前神宮・國懸神宮
日前神宮・國懸神宮（ひのくまじんぐう・くにかかすじんぐう）は、和歌山県和歌山市にある神社。1つの境内に日前神宮・國懸神宮の2つの神社があり、総称して日前宮（にちぜんぐう）あるいは名草宮とも呼ばれる。
両社とも式内社（名神大）、紀伊国一宮で、旧社格は官幣大社。現在は神社本庁に属さない単立神社。

## 概要
入口から向かって左に日前神宮、右に國懸神宮がある。和歌山市内にある当社と竈山神社、伊太祁󠄀曽神社に参詣することを「三社参り」という。

## 祭神

### 日前神宮

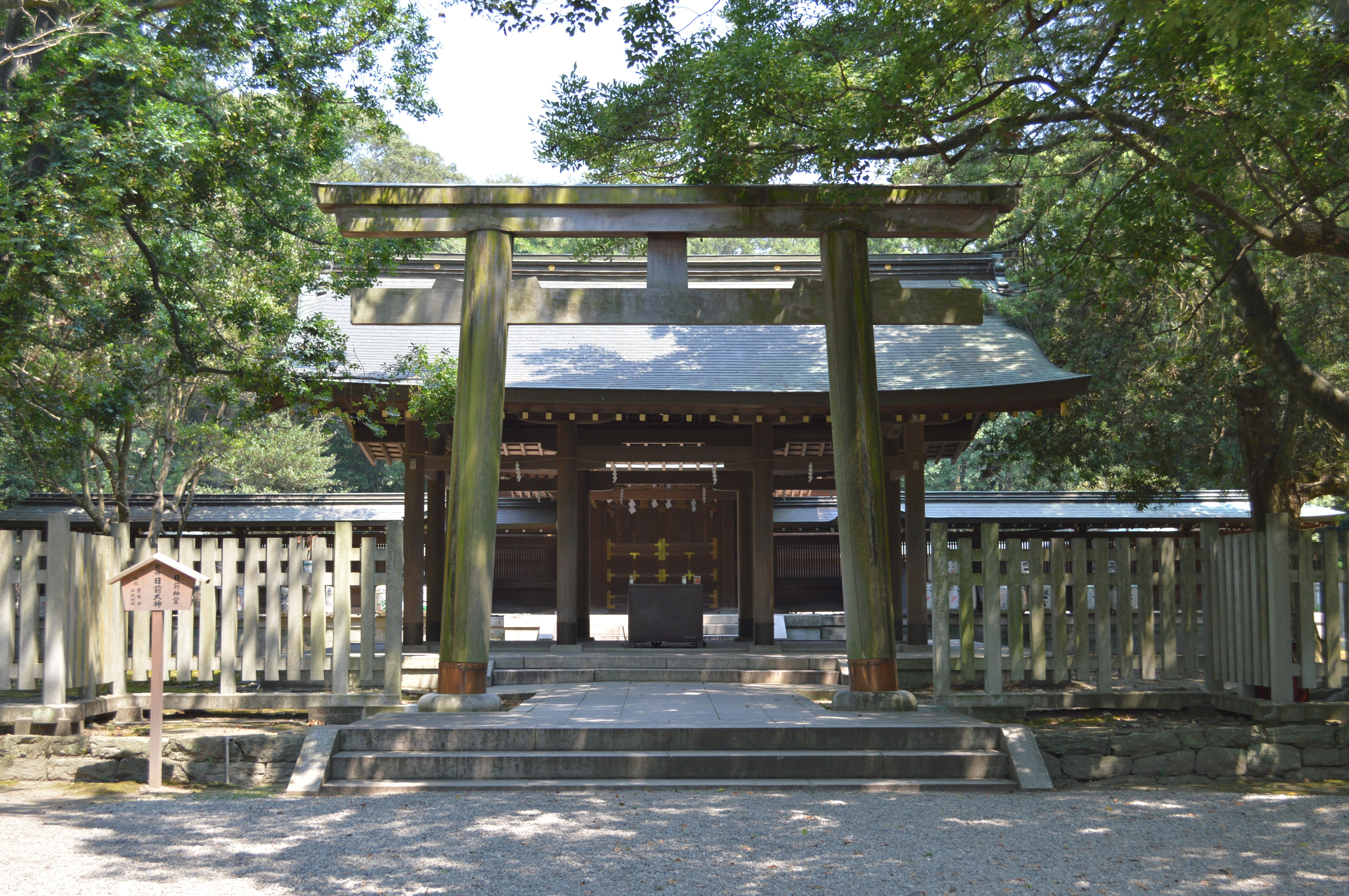
日前神宮

主祭神
- 日前大神 （ひのくまのおおかみ）

日像鏡（ひがたのかがみ）を神体とする。
相殿神
- 思兼命（おもいかねのみこと）
- 石凝姥命（いしこりどめのみこと）

### 國懸神宮
主祭神
- 國懸大神 （くにかかすのおおかみ）

日矛鏡（ひぼこのかがみ）を神体とする。
相殿神
- 玉祖命（たまのやのみこと）

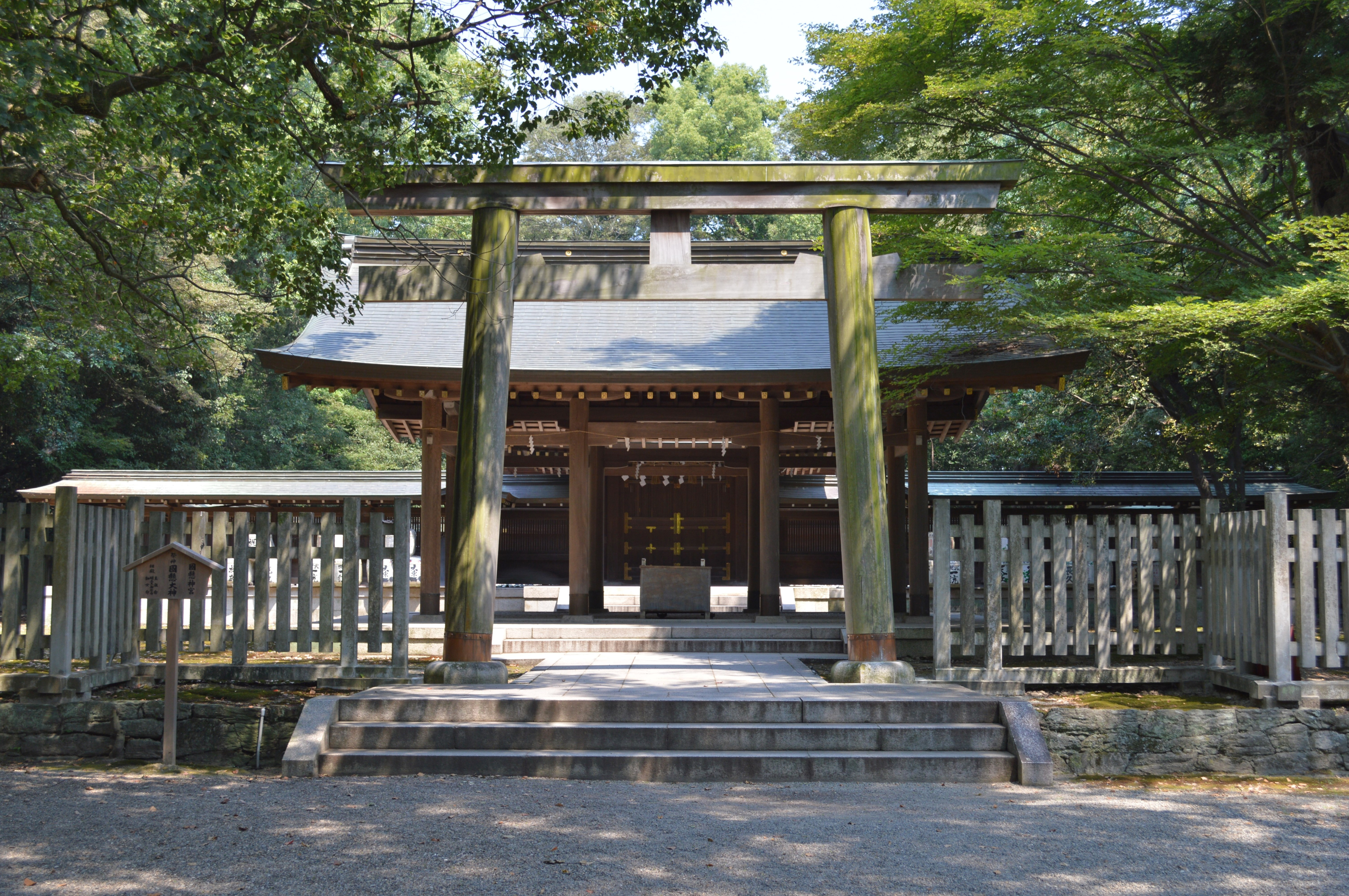
國懸神宮

- 明立天御影命（あけたつあめのみかげのみこと）
- 鈿女命（うづめのみこと）

### 神体の鏡について
神体の鏡はいずれも伊勢神宮内宮の神宝である八咫鏡と同等のものとされる。八咫鏡は伊勢神宮で天照大神の神体とされていることから、日前宮・國懸宮の神はそれだけ重要な神とされ準皇祖神の扱いをうけていた。日神（天照大神）に対する日前神という名称からも、特別な神であると考えられている。また、伊勢国が大和国への東の出口に対して、当社は西の出口にあるため、伊勢神宮とほぼ同等の力を持っていたといわれている。

### 神階について
日前神宮の祭神である日前大神は天照大神の別名でもあり、朝廷は神階を贈らない別格の社として尊崇した。神位を授けられることがなかったのは伊勢神宮をおいては日前・國懸両神宮しかなかった。なお、日前大神が天照大神の別名とされることについては諸説がある。

## 歴史
日本で最も歴史のある神社の一つで、神話と関わりが深い。『日本書紀』に、天照大神が岩戸隠れした際、石凝姥命が八咫鏡に先立って鋳造した鏡が日前宮に祀られているとの記述がある。社伝によれば、神武東征の後の神武天皇2年、紀国造家（紀氏）の祖神である天道根命（あめのみちねのみこと）が、八咫鏡に先立って鋳造された鏡である日像鏡・日矛鏡を賜り、日像鏡を日前宮の、日矛鏡を國懸宮の神体としたとしている。
当初は名草郡毛見郷浜宮に祀られ、垂仁天皇16年に現在地に遷座したと伝えられている。なお、伊太祁󠄀曽神社の社伝では、元々この地に伊太祁󠄀曽神社があったが、紀伊国における国譲りの結果、日前神・国懸神が土地を手に入れ、伊太祁󠄀曽神社は現在地に遷座したとしている。また、日前・國懸両神宮の遷宮前の旧社地には浜宮神社が鎮座している。
朱鳥元年（686年）には國懸神に奉幣したとの記事がある。『延喜式神名帳』では名神大社に列し、紀伊国一宮とされた。中世には、熊野詣での途中で参拝されたとの記録がある。
天正13年（1585年）に豊臣秀吉に攻め込まれ、社領が没収された。その際社殿が取り壊され境内が荒廃したが、江戸時代に紀州藩初代藩主徳川頼宣により社殿が再興された。しかし現在は最盛期の5分の1の広さになっており、社殿や施設などは往時を忍ぶに及ばない。さらに1919年（大正8年）には国費による改善工事によって境内の建物はすべて一新されており、旧観は大きく変化している。1926年（大正15年）3月の工事完成をもって現在の左右対称の姿となった。
1871年（明治4年）、近代社格制度において両宮ともに官幣大社に列せられた。現在は神社本庁などの包括宗教法人に属さない単立神社となっている。

## 境内
- 日前神宮本殿
  - 拝殿
- 國懸神宮本殿
  - 拝殿
- 社務所

## 摂末社

### 摂社
- 天道根神社 - 祭神：天道根命
- 中言社 - 祭神：名草姫命、名草彦命

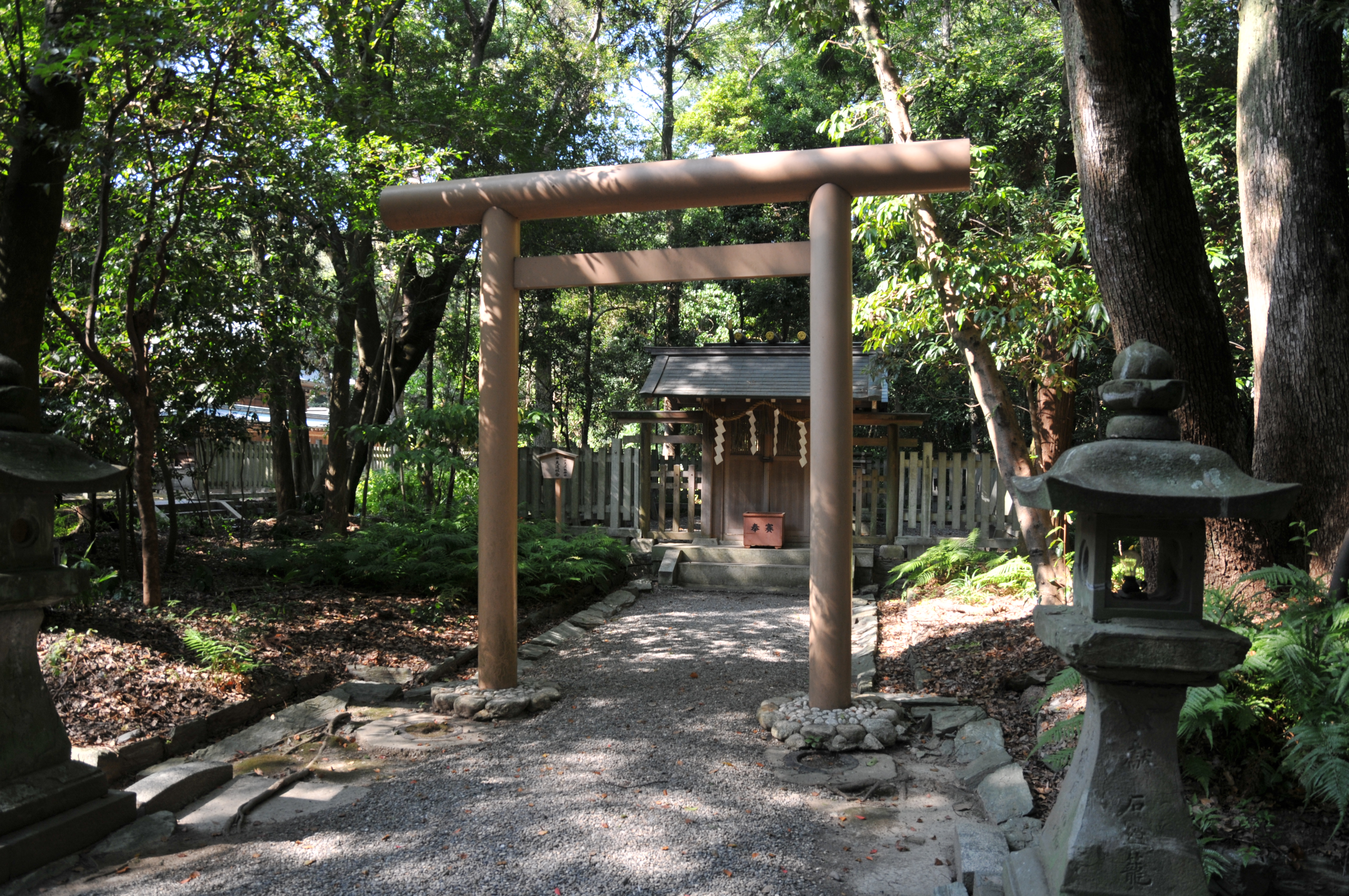
天道根神社
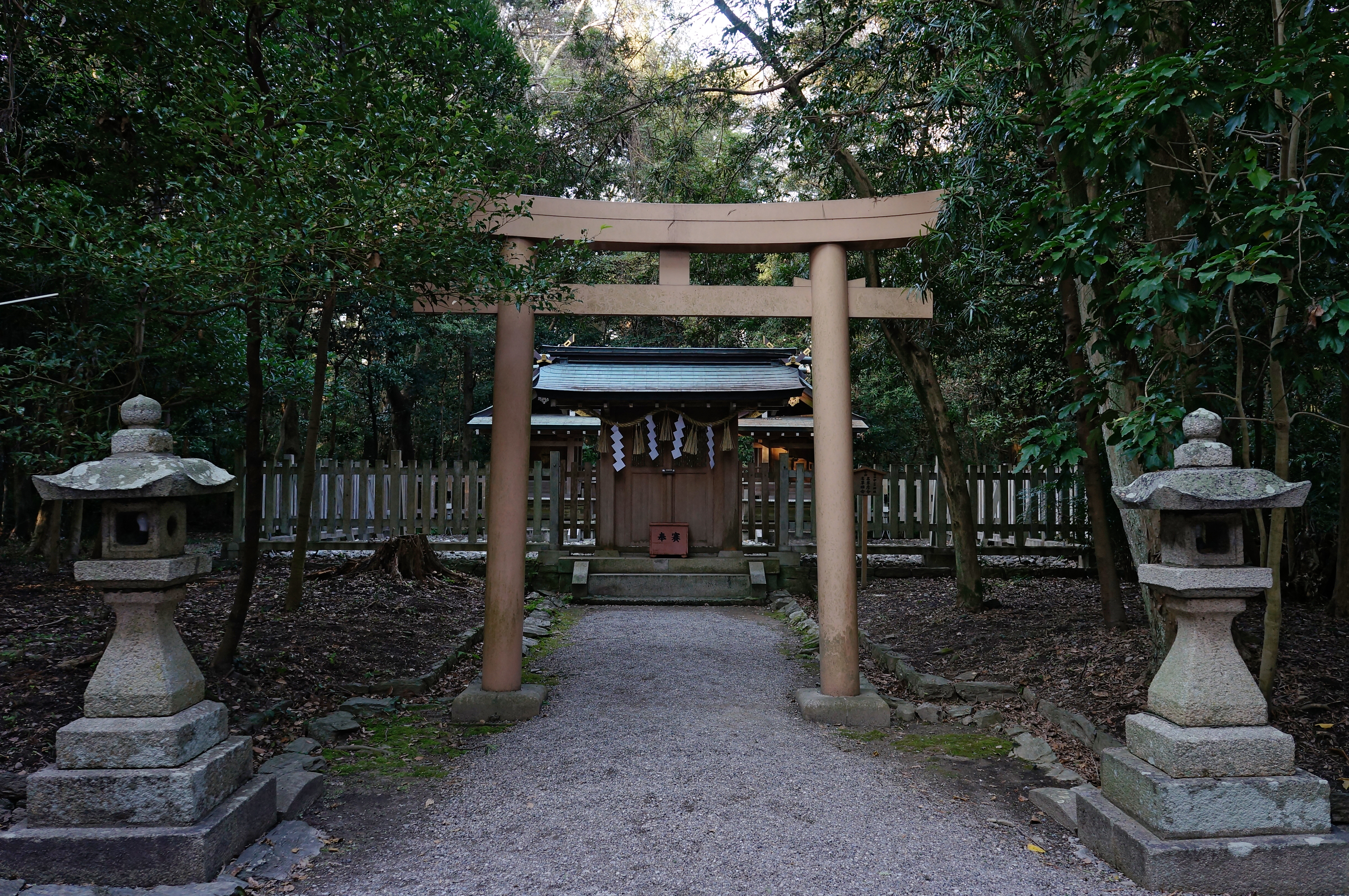
中言社

### 末社
- 深草神社 - 祭神：野槌神
- 邦安神社 - 祭神：松平頼雄命
- 市戎神社 - 祭神：蛭子神
- 松尾神社 - 祭神：大山咋神、中津島姫命（市杵島姫命）

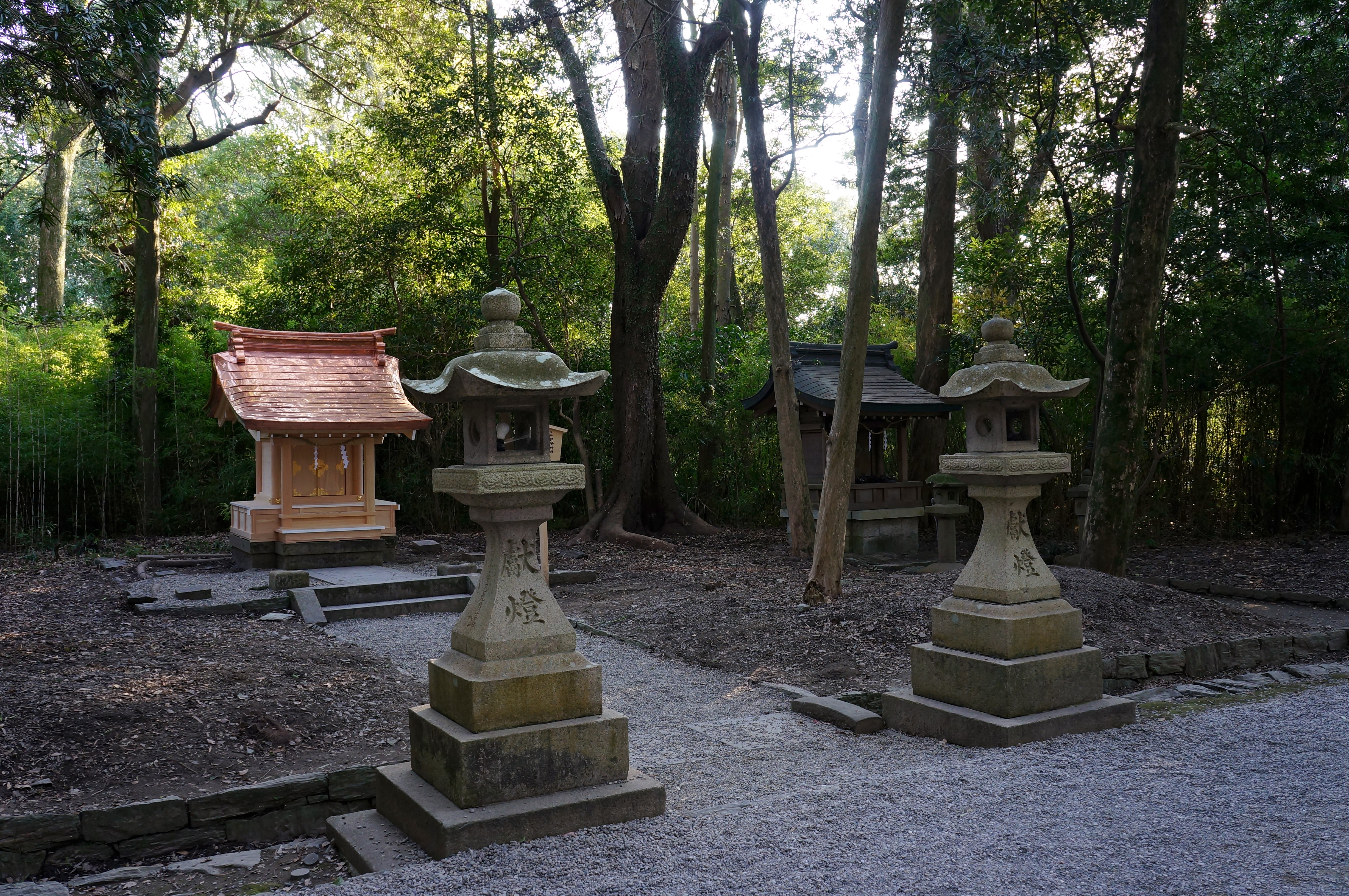
邦安神社
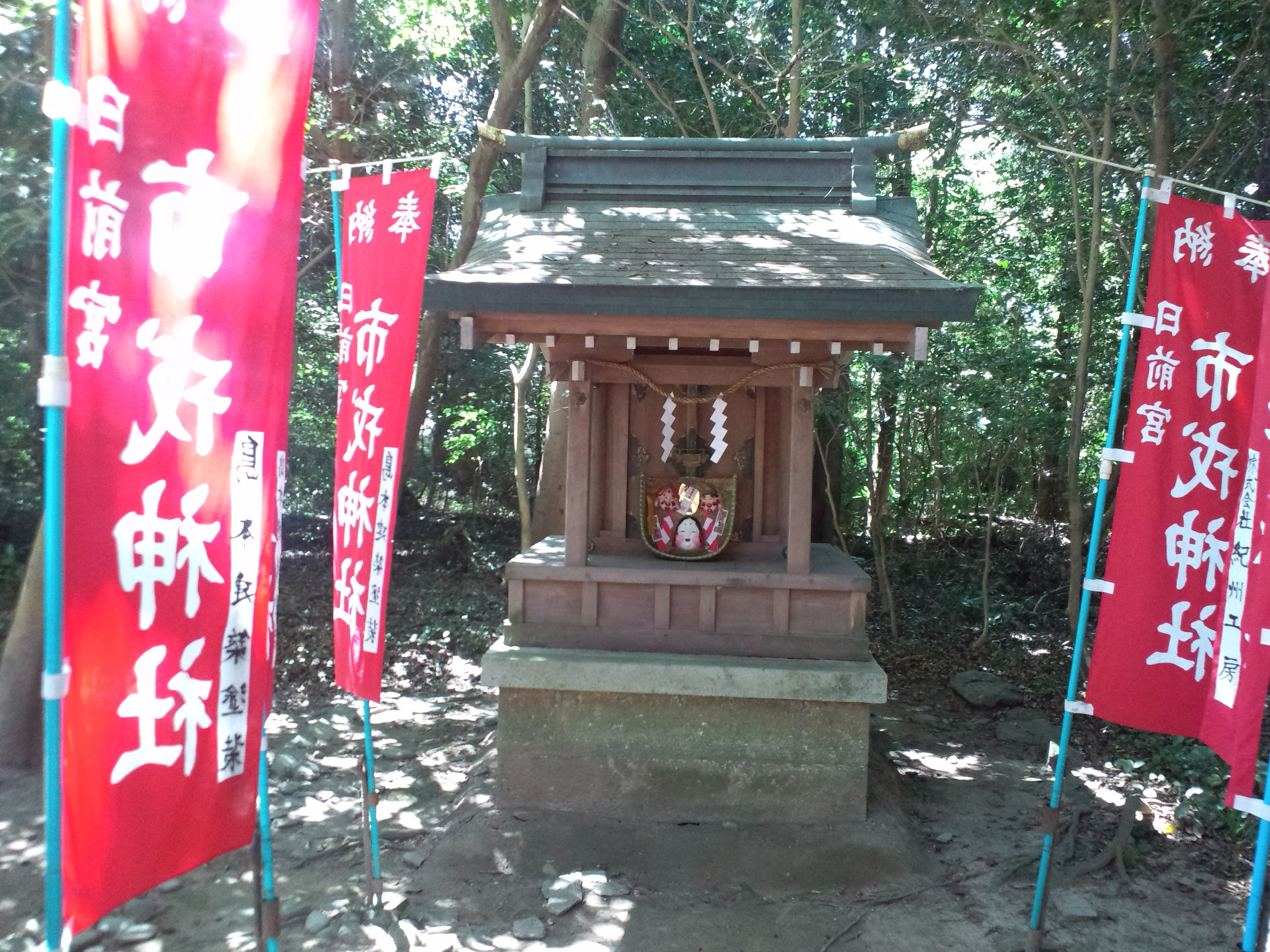
市戎神社
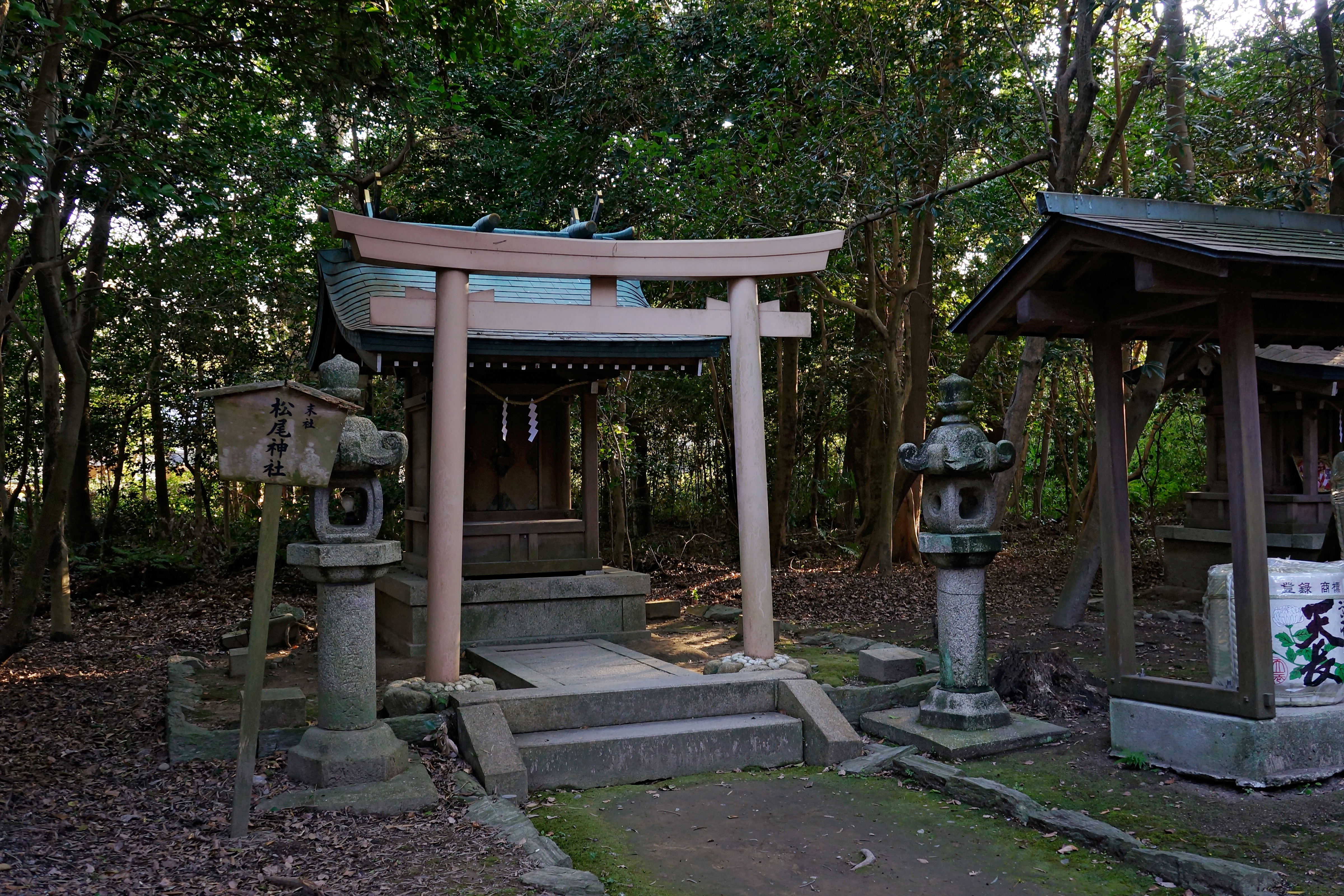
松尾神社

## 主な祭事
- 節分祭・お焚き上げ祭（古神札焼納祭）（2月3日）
- 御鎮座祭（4月8日）
- 日前宮薪能（7月26日）
- 例大祭 （9月26日）

## 現地情報
所在地
- 和歌山県和歌山市秋月365

交通アクセス
鉄道
- 最寄駅：和歌山電鐵貴志川線 日前宮駅（徒歩1分）
- JR西日本紀勢本線ほか・和歌山電鐵貴志川線 和歌山駅（徒歩20分）

バス
- 和歌山バスでJR和歌山駅東口から鳴神線90・94系統に乗車し「日前宮前」バス停下車 （下車後徒歩すぐ）

## 関連図書
- 白井永二・土岐昌訓編集『神社辞典』東京堂出版、1979年、289-290頁
- 上山春平他『日本「神社」総覧』新人物往来社、1992年、232-233頁
- 菅田正昭『日本の神社を知る「事典」』日本文芸社、1994年、192頁